# União das Escolas de Samba de São Paulo
União das Escolas de Samba Paulistanas (UESP) é uma entidade organizadora do carnaval da cidade de São Paulo, Brasil, que organiza os desfiles dos grupos inferiores.

## História
Foi criada em 10 de setembro de 1973 quando as escolas de samba paulistanas obtiveram o seu reconhecimento público, pois naquela época a entidade auxiliava as agremiações a regularizar seus  estatutos, profissionalizando os desfiles.
Em todos esses anos de existência, a UESP tem organizando apresentações carnavalescas em dezenas de bairros da cidade de São Paulo, bem como no Polo Esportivo e Cultural Grande Otelo - o Sambódromo. Atualmente a UESP conta com sessenta e três (63) filiadas, entre Escolas de Samba de divisões inferiores e Blocos Carnavalescos.
Até 2018 tinha um grupo que desfilava no Sambódromo do Anhembi, mas com dirigentes insatisfeitos com o rumo da entidade, decidiram migrar para a LigaSP. ficando a UESP responsável pelos desfiles oficiais de sábado, domingo e segunda-feira de Carnaval, nos bairros do Butantã e Vila Esperança,  que atrai um público de cerca de um milhão de pessoas e visando à construção e o fortalecimento das comunidades.

## Grupo Especial de Bairros
- Tradição Albertinense
- Unidos do Vale Encantado
- Combinados de Sapopemba
- Flor de Vila Dalila
- Acadêmicos de São Jorge
- TUP
- Unidos de Guaianases
- União Independente da Zona Sul
- Unidos de São Miguel
- União Imperial
- Unidos de São Lucas
- Raízes do Samba

## Grupo de Acesso de Bairros 1
- Boêmios da Vila
- Lavapés Pirata Negro
- Isso Memo
- Os Bambas
- Prova de Fogo
- Em Cima da Hora Paulistana
- União de Vila Albertina
- Príncipe Negro
- Império Lapeano
- Império Real
- Dragões de Vila Alpina
- Passo de Ouro

## Grupo de Acesso de Bairros 2
- Flor de Liz
- Mocidade Robruense
- Saudosa Maloca
- Explosão da Zona Norte
- Estação Invernada
- Só Vou Se Você For
- Acadêmicos do Ipiranga
- Filhos do Zaire
- Filhos da Santa
- Penha
- Primeira da Aclimação

## Grupo de Acesso de Bairros 3
- Cacique do Parque
- Cabeções de Vila Prudente
- Império do Samba
- Unidos do Jaçanã
- Acadêmicos do Butantã
- Estrela Cadente
- Locomotiva Piritubana
- Raízes da Vila Prudente
- Unidos do Jardim Primavera
- Imperial da Vila Penteado
- Iracema Meu Grande Amor
- Acadêmicos do Campo Limpo
- Folha Verde
- Paulistanos da Glória
- Asas da Liberdade
- Oba Oba

## Grupo Especial de Blocos de Fantasias
- Unidos do Palmares
- Mocidade Amazonense
- Não Empurra Que É Pior
- Pavilhão 9
- Chorões da Tia Gê
- Mocidade Independente da Zona Leste
- Caprichosos da Zona Sul
- Inajar de Souza
- Garotos da Vila
- Unidos do Pé Grande
- Caprichosos do Piqueri
- Imperatriz do Jaraguá

## Grupo de Acesso de Blocos de Fantasias
- Kacike da Vila
- União da Trindade
- Unidos do Guaraú
- Vovó Bolão

## Presidentes
| Período           | Presidente                              |
| ----------------- | --------------------------------------- |
| 1973 – 1975       | Renato Correa Castro                    |
| 1975 – 1977       | Álvaro Casado                           |
| 1977 – 1979       | Geraldo Filme                           |
| 1979 – 1983       | Osmar César de Carvalho                 |
| 1983 – 1985       | Alberto Alves da Silva Filho ( Betinho) |
| 1985 – 1990       | Eduardo de Oliveira                     |
| 1990 – 1993       | Valdevino Batista da Silva              |
| 1993 – 1997       | Róbson de Oliveira                      |
| 1997 – 2009       | Edléia dos Santos                       |
| 2009 – 2017       | Kaxitu Ricardo Campos                   |
| 2017 – Atualidade | Alexandre Magno                         |